# Badak (Limau)
Badak is een bestuurslaag in het regentschap Tanggamus van de provincie Lampung, Indonesië. Badak telt 2157 inwoners (volkstelling 2010).